# Rågåstjärnen
Rågåstjärnen är en sjö i Smedjebackens kommun i Dalarna och ingår i Norrströms huvudavrinningsområde. Sjön har en area på 0,0454 kvadratkilometer och ligger 164,7 meter över havet.

## Delavrinningsområde
Rågåstjärnen ingår i det delavrinningsområde (664208-148041) som SMHI kallar för Ovan 664212-148220. Medelhöjden är 223 meter över havet och ytan är 9,71 kvadratkilometer. Räknas de 15 avrinningsområdena uppströms in blir den ackumulerade arean 241,23 kvadratkilometer. Hedströmmen som avvattnar avrinningsområdet har biflödesordning 3, vilket innebär att vattnet flödar genom totalt 3 vattendrag innan det når havet efter 221 kilometer. Avrinningsområdet består mestadels av skog (83 procent). Avrinningsområdet har 1,25 kvadratkilometer vattenytor vilket ger det en sjöprocent på 1,8 procent.